# Сан Агустин Таберниљас (Алмолоја де Хуарез)
Сан Агустин Таберниљас (шп. San Agustín Tabernillas) насеље је у Мексику у савезној држави Мексико у општини Алмолоја де Хуарез. Насеље се налази на надморској висини од 2824 м.

## Становништво
Према подацима из 2010. године у насељу је живело 5 становника.

### Хронологија
| Година       | 2000         | 2005         | 2010 |
| ------------ | ------------ | ------------ | ---- |
| Становништво | 31 (15 / 16) | 27 (14 / 13) | 5    |

### Попис
| # | Индикатор                     | Вредност |
| - | ----------------------------- | -------- |
| 1 | Укупно домаћинстава           | 4        |
| 2 | Укупно насељених домаћинстава | 1        |
| 3 | Величина локације             | 1        |